# Tregavethan
Tregavethan var en civil parish från 1866 till 1934 då den blev en del av Kenwyn, i grevskapet Cornwall, i England. Civil parish var belägen 5 km från Truro och hade 36 invånare år 1931. Byn nämndes i Domedagsboken (Domesday Book) år 1086, och kallades då Treganmedan.